# Liste de peintures de Félix Vallotton
La liste de peintures de Félix Vallotton (Lausanne, 28 décembre 1865 - Paris, 29 décembre 1925), ne présente qu'une sélection représentative, classée par décennie, de l'ensemble  produit par l'artiste, plus de mille sept cents peintures. Un classement par thème est disponible sous la catégorie Commons.

## Années 1880
| Tableau | Titre                                              | Date      | Technique       | Dimensions     | Lieu de conservation                               | N°        |
| ------- | -------------------------------------------------- | --------- | --------------- | -------------- | -------------------------------------------------- | --------- |
|         | Étude de fesses                                    | vers 1884 | huile sur toile | 38 × 46 cm     | Collection particulière                            | -         |
|         | Portrait de la mère du peintre                     | 1884      | huile sur toile | 40 × 32 cm     | Collection particulière                            | -         |
|         | Portrait de Mr Ursenbach                           | 1885      | huile sur toile | 97 × 130 cm    | Kunsthaus, Zürich                                  | -         |
|         | Autoportrait à l'âge de vingt ans                  | 1885      | huile sur toile | 70 × 55,2 cm   | Musée cantonal des beaux-arts, Lausanne            | -         |
|         | Portrait de Paul Vallotton (le frère de l'artiste) | 1886      | huile sur toile | cm             | Collection particulière                            | -         |
|         | Portrait des parents du peintre                    | 1886      | huile sur toile | cm             | Musée cantonal des beaux-arts, Lausanne            | -         |
|         | Félix Jasinsky tenant son chapeau                  | 1887      | huile sur toile | 65,5 × 60,5 cm | Atheneum Art Museum, Helsinki                      | -         |
|         | Le haut-de-forme, intérieur ou La visite           | 1887      | huile sur toile | 32,7 × 24,8 cm | Musée d'art moderne André Malraux - MuMa, Le Havre | 2004.3.67 |
|         | Portrait de Félix Jasinsky                         | 1887      | huile sur toile | 37,5 × 27 cm   | Collection particulière                            | -         |
|         | Félix Jasinsky dans son atelier de gravure         | 1887      | huile sur toile | cm             | Collection particulière, Munich                    | -         |
|         | Nature morte avec pichet et assiette               | 1887      | huile sur toile | 64,9 × 81,3 cm | Baltimore Museum of Art, Baltimore MD              | -         |
|         | Le Concierge                                       | 1888      | huile sur toile | 61 × 50 cm     | Musée d'Orsay, Paris                               | -         |

## Années 1890
| Tableau | Titre                                       | Date      | Technique           | Dimensions            | Lieu de conservation                               | N°          |
| ------- | ------------------------------------------- | --------- | ------------------- | --------------------- | -------------------------------------------------- | ----------- |
|         | Autoportrait                                | 1891      | huile sur toile     | 41 × 33 cm            | Galerie Vallotton, Lausanne                        | -           |
|         | La Malade                                   | 1892      | huile sur toile     | 74 × 100 cm           | Collection particulière                            | -           |
|         | Cuisinière aux fourneaux                    | 1892      | huile sur bois      | 33 × 41 cm            | Collection particulière                            | -           |
|         | Le Bain au soir d'été                       | 1892-1893 | huile sur toile     | 97 × 131 cm           | Kunsthaus, Zurich                                  | -           |
|         | Le Vieux Concierge                          | 1893      | huile sur toile     | 73 × 115 cm           | Collection particulière                            | -           |
|         | Portrait d'Édouard Vuillard                 | 1893      | huile sur panneau   | cm                    | -                                                  | -           |
|         | La Valse                                    | 1893      | huile sur toile     | 61 × 50 cm            | Musée d'art moderne André Malraux - MuMa, Le Havre | 2004.3.68   |
|         | Clair de lune                               | vers 1895 | huile sur toile     | 27 × 41 cm            | Musée d'Orsay, Paris                               | RF 1979 60  |
|         | Femme au bain se coiffant                   | 1895      | tempera sur carton  | 39 × 36 cm à vérifier | Collection particulière                            | -           |
|         | Baigneuse aux roseaux                       | 1895      | huile sur toile     | 98 × 130 cm           | Collection particulière                            | -           |
|         | La Maîtresse et la Servante                 | 1896      | huile sur carton    | 52 × 66 cm            | Collection particulière                            | -           |
|         | Les Passants                                | 1897      | tempera sur panneau | cm                    | Collection particulière                            | -           |
|         | Autoportrait                                | 1897      | huile sur carton    | 58,9 × 47,9 cm        | Musée d'Orsay, Paris                               | -           |
|         | Femmes à leur toilette                      | 1897      | huile sur carton    | 48,1 × 60,2 cm        | Musée d'Orsay, Paris                               | -           |
|         | Femme nue assise dans un fauteuil           | 1897      | huile sur carton    | 28 × 27,5 cm          | Musée de Grenoble                                  | -           |
|         | Femme aux coussins                          | 1897      | huile sur carton    | 23 × 41 cm            | -                                                  | -           |
| -       | Femme nue devant une armoire à glace        | 1897      | détrempe sur carton | 29,7 × 28,7 cm        | Collection particulière                            | -           |
|         | Femmes nues jouant aux dames                | 1897      | huile sur carton    | 25,5 × 52,5 cm        | Musée d'Art et d'Histoire, Genève                  | -           |
|         | Femmes nues aux chats                       | 1897-1898 | huile sur carton    | 41 × 52 cm            | Musée des beaux-arts, Lausanne                     | -           |
|         | Triptyque du Le Bon Marché, volet gauche    | 1898      | huile sur carton    | 70 × 50 cm            | -                                                  | -           |
|         | Triptyque du Le Bon Marché, panneau central | 1898      | huile sur carton    | 70 × 100 cm           | -                                                  | -           |
|         | Triptyque du Le Bon Marché, volet droit     | 1898      | huile sur carton    | 70 × 50 cm            | -                                                  | -           |
|         | Marthe Mellot                               | 1898      | huile sur toile     | 73 × 60 cm            | Kunsthaus, Zürich                                  | -           |
|         | Cinq Heures                                 | 1898      | tempera sur carton  | 35,5 × 58 cm          | Collection particulière                            | -           |
|         | Misia à sa coiffeuse                        | 1898      | détrempe sur carton | 35,9 × 29 cm          | Musée d'Orsay, Paris                               | -           |
|         | La Chambre rouge                            | 1898      | tempera sur carton  | 50 × 68,5 cm          | Musée cantonal des Beaux-Arts, Lausanne            | -           |
|         | Le Baiser                                   | 1898      | tempera             | cm                    | -                                                  | -           |
|         | Le Mensonge                                 | 1898      | huile sur carton    | 14 × 33,4 cm          | Baltimore Museum of Art                            | -           |
|         | La Visite                                   | 1899      | tempera sur carton  | 55 × 87 cm            | Kunsthaus, Zürich                                  | -           |
|         | La Promenade de la mer à Étretat            | 1899      | huile sur ?         | 33 × 53 cm            | Collection particulière                            | -           |
|         | Le 14 juillet à Étretat                     | 1899      | huile sur ?         | 47 × 60 cm            | -                                                  | -           |
|         | Laveuses à Étretat.jpg                      | 1899      | huile sur carton    | 40 × 52 cm            | Collection particulière                            | -           |
|         | Sur la plage à Étretat                      | 1899      | huile sur carton    | cm                    | -                                                  | -           |
|         | Sur la plage de Dieppe                      | 1899      | huile sur carton    | 42 × 48 cm            | Collection particulière                            | -           |
|         | La Chambre rouge, Étretat                   | 1899      | huile sur bois      | 49,2 × 51,3 cm        | Art Institute, Chicago                             | 1977.606    |
|         | Femme couchée dormant                       | 1899      | huile sur ?         | 56,5 × 76 cm          | Collection particulière                            | -           |
|         | Intérieur, femme en chemise                 | 1899      | tempera sur bois    | 48 × 57 cm            | -                                                  | -           |
|         | Le Ballon                                   | 1899      | huile sur toile     | 49,2 × 62 cm          | Musée d'Orsay, Paris                               | 8032        |
|         | Le Dîner, effet de lampe                    | 1899      | huile sur carton    | 58 × 90 cm            | Musée d'Orsay, Paris                               | -           |
|         | Portrait d'Alexandre Natanson               | 1899      | huile sur toile     | 81 × 65 cm            | Musée d'Orsay, Paris                               | RF 2005 7   |
|         | Mme Vallotton au piano                      | 1899      | huile sur carton    | 81 × 65 cm            | Musée Toulouse-Lautrec Albi                        | MTL.inv.423 |

## Années 1900
| Tableau | Titre | Date      | Technique                         | Dimensions       | Lieu de conservation                               | N°           |
| ------- | --- | --------- | --------------------------------- | ---------------- | -------------------------------------------------- | ------------ |
|         | Le Grand Nuage, Romanel                                                                                  | 1900      | huile sur carton                  | 35 × 46 cm       | Musée cantonal des beaux-arts, Lausanne            | -            |
|         | Coucher de soleil, ciel orange                                                                           | 1900      | huile sur toile                   | 54 × 73 cm       | Kunstmuseum Winterthur                             | -            |
|         | Soir sur le Léman                                                                                        | 1900      | détrempe                          | 50 × 100 cm      | -                                                  | -            |
|         | Femme se coiffant                                                                                        | 1900      | huile sur carton                  | 60,8 × 80,3 cm   | Musée d'Orsay, Paris                               | -            |
|         | La Lingère, Chambre Bleue                                                                                | 1900      | huile sur papier couché sur toile | 50 × 80 cm       | Dallas Museum of Art, Dallas                       | -            |
|         | Max Rodriguez-Henriques au 6 rue de Milan (Paris)                                                        | 1900      | huile sur carton                  | 51 × 69 cm       | Fondation UNICEF, Collection Rau, Cologne          | -            |
|         | La Salamandre                                                                                            | 1900      | détrempe sur carton               | 80,5 × 110,5 cm  | Collection particulière                            | -            |
|         | Place de Clichy                                                                                          | 1901      | huile sur toile                   | 43,5 × 57,2 cm   | Collection particulière                            | -            |
|         | Femme fouillant dans un placard                                                                          | 1901      | huile sur toile                   | 78 × 40 cm       | Collection particulière                            | -            |
|         | Le Port de Honfleur la nuit                                                                              | 1901      | huile sur carton                  | 69,9 × 99,7 cm   | The Metropolitan Museum of Art, New York           | -            |
|         | Un port                                                                                                  | 1901      | huile sur carton                  | 57 × 62 cm       | The Pushkin State Museum of Fine Arts              | -            |
|         | Les chalands, bord de Seine                                                                              | 1901      | huile sur toile                   | 43,5 × 57 cm     | Collection particulière                            | -            |
|         | Le Pont Neuf                                                                                             | 1901      | huile sur carton                  | 37 × 57 cm       | Kunstmuseum, Winterthur                            | -            |
|         | Pont Neuf                                                                                                | 1902      | huile sur carton                  | 79 × 58 cm       | Collection particulière                            | -            |
|         | Charles Baudelaire                                                                                       | 1901      | huile sur carton                  | 79 × 68 cm       | Walter Feilchenfeldt, Zürich                       | -            |
|         | Émile Zola                                                                                               | 1902      | huile sur carton                  | cm               | -                                                  | -            |
|         | Hector Berlioz                                                                                           | 1902      | huile sur carton                  | 105 × 75 cm      | Collection particulière                            | -            |
|         | Victor Hugo                                                                                              | 1902      | huile sur carton                  | cm               | -                                                  | -            |
|         | Octave Mirbeau                                                                                           | 1902      | huile sur carton                  | 75 × 66 cm       | Musée de Grenoble                                  | -            |
|         | Cinq peintres                                                                                            | 1902-1903 | huile sur toile                   | 145 × 187 cm     | Kunstmuseum, Winterthur                            | -            |
|         | Portrait d'Ambroise Vollard                                                                              | 1902      | huile sur toile                   | 79,3 × 63,8 cm   | Musée Boijmans Van Beuningen, Rotterdam            | -            |
|         | Paysage à Arques-la-Bataille                                                                             | 1903      | huile sur carton                  | 67 × 103,5 cm    | Musée de l'Ermitage, Saint-Petersbourg             | -            |
|         | Intérieur avec femme en rouge de dos                                                                     | 1903      | huile sur toile                   | 93 × 71 cm       | Kunsthaus, Zürich                                  | -            |
|         | Les toits, rue Mérimée                                                                                   | vers 1903 | huile sur toile                   | 60 × 42 cm       | Musée cantonal des Beaux-Arts, Lausanne            | -            |
|         | Temps gris, Varengeville                                                                                 | 1904      | huile sur toile                   | 41 × 61 cm       | Collection particulière                            | -            |
|         | Crépuscule                                                                                               | 1904      | huile sur toile                   | cm               | Collection particulière                            | -            |
|         | Intérieur                                                                                                | 1904      | huile sur carton                  | 61,5 × 56 cm     | Musée de l'Ermitage, Saint-Petersbourg             | -            |
|         | Le Salon                                                                                                 | 1904      | -                                 | × 95cm           | -                                                  | -            |
|         | Salle à manger, soir                                                                                     | 1904      | huile sur toile                   | cm               | -                                                  | -            |
|         | Intérieur, table de salle à manger avec bouquet                                                          | 1904      | huile sur toile                   | 67 × 54,5 cm     | Musée d’Art, Soleure                               | -            |
|         | Femme écrivant dans un intérieur                                                                         | 1904      | huile sur bois                    | 60,3 × 34,6 cm   | Museum of Fine Arts, Houston                       | -            |
|         | Femme au piano, Varengeville                                                                             | 1904      | huile sur toile                   | 43,5 × 57 cm     | Musée de l'Ermitage, Saint-Petersbourg             | -            |
|         | Le Bas noir                                                                                              | 1904      | -                                 | cm               | -                                                  | -            |
|         | Femme lisant à la fenêtre                                                                                | vers 1904 | huile sur toile                   | 29 × 31 cm       | -                                                  | -            |
|         | Le Satyre dans le Bois de Boulogne                                                                       | 1904      | huile sur toile                   | 34 × 38 cm       | -                                                  | -            |
|         | Le Repos des modèles                                                                                     | 1905      | huile sur toile                   | 130 × 195,5 cm   | Kunstmuseum, Winterthur                            | -            |
|         | Autoportrait                                                                                             | 1905      | huile sur carton                  | 82 × 64,5 cm     | Kunsthaus, Zürich                                  | -            |
|         | Femme nue debout tenant sa chemise à deux mains                                                          | 1905      | huile sur toile                   | 129 × 95 cm      | Collection particulière                            | -            |
|         | Gabrielle Vallotton agenouillée devant une glace sur le divan de l’atelier de la rue des Belles-Feuilles | 1905      | huile sur toile                   | 55,5 × 46,5 cm   | Collection particulière                            | -            |
|         | Sur le balcon                                                                                            | 1905      | huile sur toile                   | 52 × 67,5 cm     | Collection particulière                            | -            |
|         | Marthe Mellot (ép. Natanson)                                                                             | 1905-1906 | huile sur toile                   | 80,5 × 65 cm     | Musée d'Orsay, Paris                               | -            |
|         | Femme lisant                                                                                             | 1906      | -                                 | cm               | -                                                  | -            |
|         | Nature morte avec autoportrait                                                                           | 1906      | huile sur toile                   | 62 × 63 cm       | Kunstmuseum, Winterthur                            | -            |
|         | Fleurs blanches dans un vase décoré                                                                      | 1906      | huile sur carton                  | 74 × 54 cm       | Collection particulière                            | -            |
|         | Femme nue regardant dans une Psyché                                                                      | 1906      | Huile sur toile                   | 80 x 64 cm       | Collection particulière                            | -            |
|         | Le Chapeau violet                                                                                        | 1907      | huile sur toile                   | 81 × 65,5 cm     | Villa Flora, Winterthour                           | -            |
|         | Andromède debout et Persée                                                                               | 1907      | huile sur toile                   | 92 × 73 cm       | Collection particulière                            | -            |
|         | Le Bain turc                                                                                             | 1907      | huile sur toile                   | 130,5 × 195,5 cm | Musée d'Art et d'Histoire, Genève                  | 1977-0329    |
|         | Adolescente entrant dans l'eau                                                                           | 1907      | Huile sur toile                   | 46 x 31 cm       | Petit Palais Genève                                | -            |
|         | Baigneuse de face                                                                                        | 1907      | huile sur panneau                 | 81 × 65,1 cm     | Villa Flora, Winterthur                            | -            |
|         | Trois Femmes et une petite fille jouant dans l'eau                                                       | 1907      | huile sur toile                   | 130,5 × 195,5 cm | Kunstmuseum Basel, Bâle                            | -            |
|         | La Haine                                                                                                 | 1908      | huile sur toile                   | 206 × 146 cm     | Musée d'Art et d'Histoire, Genève                  | BA 2001-0025 |
|         | L'Enlèvement d'Europe                                                                                    | 1908      | huile sur toile                   | 130 × 162 cm     | Musée des beaux-arts, Berne                        | -            |
|         | Le Sommeil                                                                                               | 1908      | huile sur toile                   | 113,5 × 162,5 cm | Musée d'art et d'histoire, Genève                  | -            |
|         | Baigneuse de dos s'essuyant avec un linge roulé                                                          | 1908      | huile sur toile                   | 81,5 × 66 cm     | Collection particulière                            | -            |
|         | Baigneuse de face, fond gris                                                                             | 1908      | -                                 | 130,5 × 97 cm    | Kunsthaus, Glaris                                  | -            |
|         | L'Automne                                                                                                | 1908      | huile sur toile                   | 115 × 73 cm      | Collection Mirabaud, Suisse Genève                 | -            |
|         | Baigneuse au rocher rouge                                                                                | 1908      | huile sur toile                   | 116,5 × 89 cm    | Collection Pierre Gianadda, Martigny               | -            |
|         | Portrait de femme en chapeau noir                                                                        | 1908      | huile sur carton                  | 81,3 × 65 cm     | Musée de l'Ermitage, Saint-Petersbourg             | -            |
|         | Autoportrait                                                                                             | 1908      | huile sur toile                   | 115 × 73 cm      | -                                                  | -            |
|         | Portrait de Gabrielle Vallotton                                                                          | 1908      | huile sur toile                   | 65 × 81 cm       | Clemens-Sels Museum, Neuss                         | -            |
|         | Jeune Fille                                                                                              | 1909      | huile sur toile                   | 61 x 50 cm       | -                                                  | -            |
|         | Nu aux papillons                                                                                         | 1909      | Huile sur toile                   | 73 x 100.5 cm    | Collection particulière                            | -            |
|         | Nu couché sur un tapis rouge                                                                             | 1909      | huile sur toile                   | 73 × 100 cm      | Musée du petit palais, Genève                      | -            |
|         | Le Docteur Arthur Hahnloser                                                                              | 1909      | huile sur toile                   | 80 × 62,3 cm     | Hahnloser Jaeggli Stiftung, Winterthur             | -            |
|         | La Loge de théâtre, le monsieur et la dame                                                               | 1909      | huile sur toile                   | 46 × 38 cm       | Collection particulière                            | -            |
|         | Au café ou Le Provincial                                                                                 | 1909      | huile sur toile                   | 50 × 53 cm       | Collection particulière                            | -            |
|         | La Mare                                                                                                  | 1909      | huile sur toile                   | 73,2 × 100,2 cm  | Kunstmuseum de Bâle                                | -            |
|         | Villa Beaulieu, Honfleur                                                                                 | 1909      | huile sur bois                    | 27,4 × 34,8 cm   | -                                                  | -            |
|         | Le Rayon                                                                                                 | 1909      | huile sur toile                   | cm               | Musée d'art moderne André Malraux - MuMa, Le Havre | -            |

## Années 1910
| Tableau | Titre                                             | Date | Technique        | Dimensions      | Lieu de conservation                                                     | N°           |
| ------- | ------------------------------------------------- | ---- | ---------------- | --------------- | ------------------------------------------------------------------------ | ------------ |
|         | Portrait d'une femme africaine                    | 1910 | huile sur toile  | 81 × 100 cm     | Musée d'Art Moderne, Troyes                                              | -            |
|         | Femme lisant dans un intérieur                    | 1910 | huile sur toile  | 110 × 83 cm     | Musée Léon-Dierx, Saint-Denis                                            | 1982.01.01   |
|         | Nature morte aux pommes                           | 1910 | huile sur toile  | 38 × 46 cm      | Musée d'art moderne André-Malraux - MuMa, Le Havre                       | 2004.3.69    |
|         | Persée tuant le dragon                            | 1910 | huile sur toile  | 160 × 233 cm    | Musée d'Art et d'Histoire, Genève                                        | -            |
|         | Vue de Honfleur, matin d'été                      | 1910 | huile sur toile  | 99 × 71 cm      | Kunstmuseum, Winterthur                                                  | -            |
|         | Le Vent                                           | 1910 | huile sur toile  | 89,2 × 116,2 cm | National Gallery of Art, Washington, D.C.                                | -            |
|         | Baigneuse assise sur un rocher                    | 1910 | huile sur toile  | 50 × 61 cm      | Musée des beaux-arts et d'archéologie, Besançon dépôt du Centre Pompidou | AM 4565 P    |
|         | Baigneuse au rocher                               | 1911 | huile sur toile  | 113 × 146 cm    | Stiftung für Kunst, Kultur und Geschichte, Winterthur                    | -            |
|         | Femme nue avec un bras relevé                     | 1911 | huile sur toile  | 99,5 × 81 cm    | Collection particulière                                                  | -            |
|         | Coquèterie                                        | 1911 | huile sur toile  | 89 × 116 cm     | Collection particulière                                                  | -            |
|         | Jeune femme au foulard jaune                      | 1911 | huile sur toile  | 100 × 80 cm     | Musée cantonal des beaux-arts, Lausanne, Suisse                          | -            |
|         | Femme noire assise de face                        | 1911 | huile sur toile  | 81 × 65 cm      | Collection particulière                                                  | -            |
|         | Honfleur dans la brume                            | 1911 | huile sur toile  | 82 × 88 cm      | Musée des beaux-arts, Nancy                                              | -            |
|         | Coucher de soleil, marée haute gris-bleu          | 1911 | huile sur toile  | cm              | Collection particulière                                                  | -            |
|         | Les Pommes                                        | 1911 | huile sur toile  | 73,5 × 100,3 cm | Collection particulière                                                  | -            |
|         | Le Champ fleuri                                   | 1912 | huile sur toile  | 60,5 × 73,5 cm  | Kunstmuseum, Winterthur                                                  | -            |
|         | La Réussite                                       | 1912 | huile sur toile  | 60,5 × 73,5 cm  | Kunsthaus, Zürich                                                        | -            |
|         | Femme aux colliers                                | 1912 | huile sur toile  | cm              | -                                                                        | -            |
|         | Torse de femme                                    | 1912 | huile sur toile  | 99,5 × 81 cm    | Musée départemental Maurice Denis, Saint-Germain-en-Laye                 | D.1980.16.65 |
|         | Baigneuse assise de dos sur le sable              | 1913 | huile sur toile  | 81,5 × 100 cm   | -                                                                        | -            |
|         | La Marée montante                                 | 1913 | huile sur toile  | cm              | -                                                                        | -            |
|         | Portrait de Georges Haasen                        | 1913 | huile sur toile  | 81,7 × 100,5 cm | Musée de l'Ermitage, Saint-Petersbourg                                   | -            |
|         | Soleil couchant                                   | 1913 |                  | cm              | Collection particulière                                                  | -            |
|         | Coucher de soleil                                 | 1913 | huile sur toile  | cm              | -                                                                        | -            |
|         | La Blanche et la Noire                            | 1913 | huile sur toile  | 114 × 147 cm    | Villa Flora, Winterthour                                                 | -            |
|         | Femme et Guitare                                  | 1913 | huile sur toile  | cm              | -                                                                        | -            |
|         | Tulipes et statuette de Maillol                   | 1913 | huile sur carton | 80,7 × 65,1 cm  | Collection particulière                                                  | -            |
|         | La Nuit au léger brouillard                       | 1913 | -                | cm              |                                                                          | -            |
|         | Orphée dépecé                                     | 1914 | huile sur toile  | 250 × 200 cm    | Musée d'Art et d'Histoire, Genève                                        | -            |
|         | Jeune Femme assise de profil                      | 1914 | huile sur toile  | 80 × 100 cm     | -                                                                        | -            |
|         | Nu à l'écharpe verte                              | 1914 | huile sur toile  | 112 × 145 cm    | Musée des Beaux-Arts de La Chaux-de-Fonds, Canton de Neuchâtel, Suisse   | -            |
|         | La Source                                         | 1914 | huile sur toile  | cm              | -                                                                        | -            |
|         | Autoportrait à la robe de chambre                 | 1914 | huile sur toile  | 81 × 65 cm      | Musée cantonal des beaux-arts, Lausanne, Suisse                          | -            |
|         | Pommes et vase marocain                           | 1914 | huile sur toile  | 65 × 81 cm      | -                                                                        | -            |
|         | Entrecôte                                         | 1914 | huile sur toile  | cm              | -                                                                        | -            |
|         | Femme nue agenouillée devant un canapé rouge      | 1915 | huile sur toile  | 81,5 × 100,5 cm | Collection particulière                                                  | -            |
|         | Les Javelles                                      | 1915 | huile sur toile  | 73 × 60,5 cm    | Collection particulière                                                  | -            |
|         | Martiniquaise                                     | 1915 | huile sur toile  | 116 × 89 cm     | Musée cantonal des beaux-arts, Lausanne, Suisse                          | -            |
|         | La Bibliothèque                                   | 1915 | huile sur toile  | 116 × 89 cm     | Musée cantonal des beaux-arts, Lausanne, Suisse                          | -            |
|         | Le Crime châtié                                   | 1915 | huile sur toile  | cm              | -                                                                        | -            |
|         | La Guerre (étude)                                 | 1915 | huile sur toile  | 33 × 41 cm      | -                                                                        | -            |
|         | Paysage de ruines et d'incendies                  | 1915 | huile sur toile  | 115,2 × 147 cm  | Kunstmuseum Bern                                                         | -            |
|         | La Seine près des Andelys                         | 1916 | huile sur toile  | 39,2 × 57,2 cm  | -                                                                        | -            |
|         | Quatre torses                                     | 1916 | huile sur toile  | 92 × 72,5 cm    | Musée cantonal des beaux-arts, Lausanne, Suisse                          | -            |
|         | Soldats sénégalais au camp de Mailly              | 1917 | huile sur toile  | 42 × 55 cm      | Musée départemental de l'Oise, Beauvais                                  | -            |
|         | Verdun                                            | 1917 | huile sur toile  | 114 × 146 cm    | Musée de l'Armée, Paris                                                  | -            |
|         | L'Yser (étude)                                    | 1917 | huile sur toile  | 32 × 41 cm      | Collection particulière                                                  | -            |
|         | L'église de Souain                                | 1917 | huile sur toile  | 96 × 130 cm     | National Gallery of Art, Washington, D.C.                                | 1990.30.1    |
|         | Ruines à Souain                                   | 1917 | huile sur toile  | cm              | Collection particulière                                                  | -            |
|         | Le Bois de la Gruerie et le Ravin des Meurissons  | 1917 | huile sur toile  | 70 × 135 cm     | La contemporaine, Nanterre dépôt du Centre national des arts plastiques  | -            |
|         | Le Cimetière de Châlons-sur-Marne                 | 1917 | huile sur toile  | 54 × 80 cm      | Musée d'histoire contemporaine, Paris                                    | -            |
|         | La Baie de Trégastel                              | 1917 | huile sur toile  | 55 × 87 cm      | Collection particulière, Lausanne                                        | -            |
|         | Effet de brume, Honfleur                          | 1917 | huile sur toile  | 73 × 60 cm      | -                                                                        | -            |
|         | Soir, côte de Grasse                              | 1917 | huile sur toile  | cm              | -                                                                        | -            |
|         | Coucher de soleil à Grasse, ciel orange et violet | 1918 | huile sur toile  | 54 × 73 cm      | -                                                                        | -            |
|         | Paysage composé sous-bois                         | 1918 | huile sur toile  | cm              | -                                                                        | -            |
|         | La Viande et les Œufs                             | 1918 | huile sur toile  | 38 × 56 cm      | Villa Flora, Winterthur                                                  | -            |
|         | Le Jambon                                         | 1918 | huile sur toile  | 61,5 × 50 cm    | The Barrett Collection, Dallas                                           | -            |
|         | Nature morte avec nappe à carreaux bleue          | 1919 | huile sur toile  | cm              | Collection particulière                                                  | -            |
|         | Nu debout dans l'eau ou Baigneuse aux mouettes    | 1919 | huile sur toile  | 61 × 48 cm      | Collection particulière                                                  | -            |

## Années 1920
| Tableau | Titre                                   | Date | Technique       | Dimensions     | Lieu de conservation                                                     | N°         |
| ------- | --------------------------------------- | ---- | --------------- | -------------- | ------------------------------------------------------------------------ | ---------- |
|         | La Bibliothèque                         | 1921 | huile sur toile | 81 × 60,5 cm   | -                                                                        | -          |
|         | Panier de cerises                       | 1921 | huile sur toile | 54 × 73,5 cm   | -                                                                        | -          |
|         | Cruche et Hortensia                     | 1921 | huile sur toile | 81 × 65,1 cm   | -                                                                        | -          |
|         | Femme lisant seins nus                  | 1921 | huile sur toile | 81 × 65,3 cm   | Musée d'arts de Nantes                                                   | -          |
|         | Paysage à Cagnes                        | 1921 | huile sur toile | 80 × 60 cm     | Musée des Beaux-Arts de Rouen                                            | -          |
|         | Nature morte à l'assiette bleue         | 1922 | huile sur toile | 54 × 73 cm     | -                                                                        | -          |
|         | Chrysanthèmes et Feuillage d'automne    | 1922 | huile sur toile | 92 × 73 cm     | Collection particulière                                                  | -          |
|         | Aïcha                                   | 1922 | huile sur toile | 100 × 81 cm    | Collection particulière                                                  | -          |
|         | La Chaste Suzanne                       | 1922 | huile sur toile | 54 × 73 cm     | Collection particulière                                                  | -          |
|         | Marée basse à Villerville.              | 1922 | -               | cm             | ̠                                                                         | -          |
|         | Pont sur le Béal                        | 1922 | huile sur toile | 73 × 60 cm     | ̠                                                                         | -          |
|         | Église Saint-Anne à Cagnes              | 1922 | huile sur toile | 65 × 54 cm     | ̠                                                                         | -          |
|         | Famille d'arbres                        | 1922 | huile sur toile | 100 × 73 cm    | Collection particulière                                                  | -          |
|         | Autoportrait                            | 1923 | -               | cm             | -                                                                        | -          |
|         | Nature morte avec cruche en terre cuite | 1923 | huile sur toile | cm             | Collection particulière                                                  | -          |
|         | Nature morte avec un journal            | 1923 |                 | cm             | Collection particulière                                                  | -          |
|         | Des sables sur la Loire                 | 1923 | huile sur toile | 73 × 100 cm    | Kunsthaus, Zürich                                                        | -          |
|         | Un soir sur la Loire                    | 1923 | huile sur toile | cm             | -                                                                        | -          |
|         | Nuit tombante sur la Loire              | 1923 | huile sur toile | cm             | Collection particulière                                                  | -          |
|         | Le Bain de soleil sur la plage          | 1923 | huile sur toile | 97 × 130,5 cm  | Musée des beaux-arts de Rouen                                            | -          |
|         | Genêts en fleurs, Avallon               | 1923 | huile sur toile | 72,8 × 54 cm   | -                                                                        | -          |
|         | La Risle près de Berville               | 1924 | huile sur toile | 73,5 × 100 cm  | Collection particulière                                                  | -          |
|         | Château-Gaillard aux Andelys            | 1924 | huile sur toile | 73,5 × 100 cm  | Musée cantonal des beaux-arts, Lausanne                                  | -          |
|         | Cagnes, le palmier                      | 1924 | huile sur toile | 73 × 63 cm     | Collection particulière                                                  | -          |
|         | La Claire-voie, Menton                  | 1924 | huile sur toile | 73 × 54 cm     | Collection particulière                                                  | -          |
|         | Femme couchée sur fond violet           | 1924 | -               | cm             | -                                                                        | -          |
|         | Femme nue tenant un livre               | 1924 | huile sur toile | 115 × 146 cm   | Collection particulière                                                  | -          |
|         | La Lecture abandonnée                   | 1924 | huile sur toile | cm             | Musée des beaux arts de Lyon                                             | -          |
|         | Soucis et mandarines                    | 1924 | huile sur toile | 65,3 × 54,2 cm | National Gallery of Art, Washington, D.C.                                | -          |
|         | Dame-jeanne et caisse                   | 1925 | huile sur toile | 81 × 100 cm    | The Barrett Collection, Dallas                                           | 8529       |
|         | Oignons et soupière                     | 1925 | huile sur toile | 81 × 100 cm    | -                                                                        | 8529       |
|         | Maison et roseaux                       | 1925 | huile sur toile | 65 × 81 cm     | Musée d'art moderne et contemporain de Strasbourg dépôt du Musée d'Orsay | -          |
|         | La Roumaine en robe rouge               | 1925 | huile sur toile | 105 × 81 cm    | Musée national d'art moderne, Paris dépôt du Musée d'Orsay               | LUX.1495 P |
|         | Femme au collier bleu                   | 1925 | huile sur toile | 79 × 63 cm     | Kunstmuseum Winterthur                                                   | -          |
|         | Nu de dos sur un canapé rouge           | 1925 | huile sur toile | 81 × 100 cm    | Collection particulière                                                  | -          |
|         | La Dordogne à Carennac                  | 1925 | huile sur toile | 73 × 60 cm     | Kunsthaus, Zürich                                                        | 2453       |
|         | Paysage de la Creuse                    | 1925 | huile sur toile | cm             | Musée des Beaux-Arts de La Chaux de Fonds                                | -          |
|         | L’Estérel et la Baie de Cannes          | 1925 | huile sur toile | 54 × 65 cm     | Villa Flora, Winterthur, collection particulière                         | -          |
|         | Femme au chevalet                       | 1925 | huile sur toile | 73 × 92 cm     | -                                                                        | -          |
|         | Kiosque au Mourillon                    | 1925 | huile sur toile | 54 × 81 cm     | Collection particulière                                                  | -          |
|         | Route de Sainte-Anne et le Faron        | 1925 | huile sur toile | 81 × 60 cm     | Collection particulière                                                  | -          |

## Date inconnue
| Tableau | Titre                | Date | Technique       | Dimensions  | Lieu de conservation    | N° |
| ------- | -------------------- | ---- | --------------- | ----------- | ----------------------- | -- |
|         | Paysage à Marcillac  | ?    | huile sur toile | cm          | Collection particulière | -  |
|         | La Couturière        | ?    | -               | cm          | -                       | -  |
|         | Portrait d'une femme | ?    | -               | cm          | -                       | -  |
|         | La Poudreuse         | 1921 | Huile sur toile | 82 x 100 cm | Collection particulière | -  |